# Chung Kyung-ho (calciatore)
Chung Kyung-ho (정경호?, 鄭暻鎬?; Samcheok, 22 maggio 1980) è un ex calciatore sudcoreano, di ruolo attaccante.